# Pont Samuel Beckett
```
Le 
pont Samuel Beckett
 (
en 
anglais
 : 
Samuel Beckett Bridge
) est un 
pont à haubans
 de 
Dublin
 en 
Irlande
[
1
]
, visant à relier 
Macken Street
 au sud de la rivière 
Liffey
, à 
Guild Street
 et 
North Wall Quay
 dans la zone des 
Dublin Docklands
[
2
]
.
```

## Conception et construction

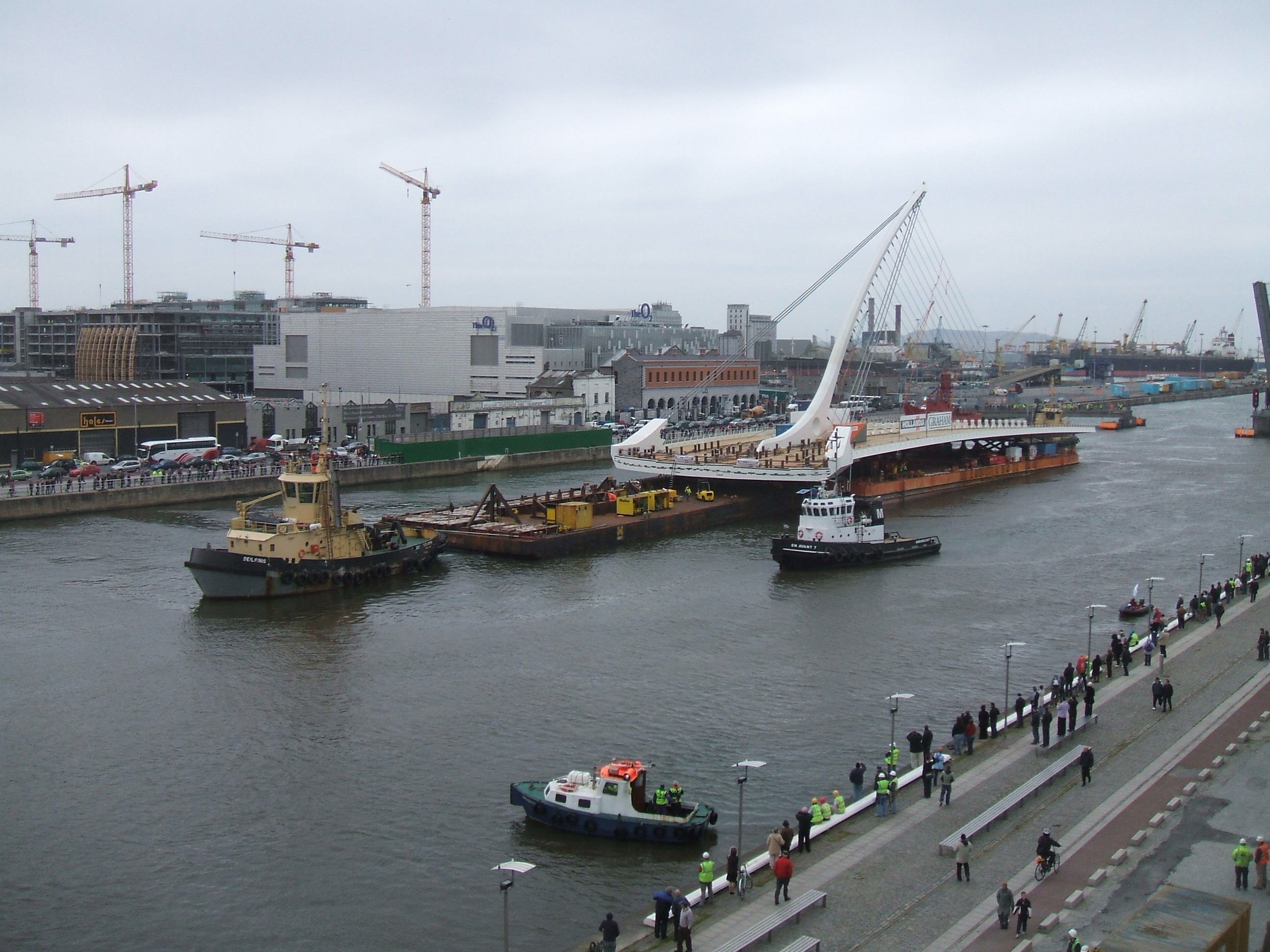
La structure principale en acier amenée par barge en mai 2009

L'architecte du pont est Santiago Calatrava Valls, auteur de nombreux ponts et bâtiments de conception originale. C'est le second pont conçu par Calatrava à Dublin, le premier étant le  pont James Joyce, situé en amont.
Construit par la Graham Hollandia Joint Venture, la section principale est supportée par 31 câbles d'acier par une hampe en arc tubulaire, avec un tablier prévu pour quatre bandes routières et deux passages pour piétons. Le pont est également rotatif à un angle de 90 degrés, permettant le passage de navires sur la rivière, ce via un mécanisme situé au niveau du pylône.
La forme du montant et ses câbles est une évocation d'une harpe celtique, l'un des symboles nationaux irlandais, couchée sur le côté.
La structure d'acier est construite à Rotterdam par l'entreprise Hollandia, une entreprise néerlandaise qui a également construit le London Eye. Le tablier métallique est transporté depuis Krimpen aan den IJssel le 3 mai 2009,, avec l'aide de l'entreprise spécialisée de transport ALE Heavylift.
Le pont, nommé d'après l'écrivain irlandais Samuel Beckett, a coûté 60 millions d'euros . Il est officiellement inauguré le 10 décembre 2009 par le maire de Dublin, Emer Costello,, et ouvert à la circulation le lendemain matin.